# 市村宏
市村 宏（いちむら ひろし、1904年5月6日 - 1989年11月10日)は、日本の国文学者、歌人。文学博士（東洋大学・論文博士・1961年）。東洋大学名誉教授。雅号は「迯水居」。

## 略歴
長野県上高井郡小布施町生まれ。旧制大分高等商業学校、1941年東洋大学文学部国文学科卒業。1926年から出版社の辞書部に勤務、1948年から新村出の委嘱により岩波書店で「広辞苑」の編集主任を務めた。1953年東洋大学国文学科講師、1956年同教授、1973年退任、名誉教授。1961年「萬葉集考」で文学博士（東洋大学）の学位を取得。1973年から迯水短歌会を主宰し、機関誌を発行した。

## 著書
- 『塙保己一の生涯』日本書院 1946
- 『新国語国文学講座 第1巻 [3] 謡曲・狂言』黄鶴書房 1956
- 『中世近世日本文学史』東洋大学出版部 1959
- 『万葉集新論』東洋大学通信教育部 1964
- 『東遊』渓声出版 1971
- 『続・万葉集新論』桜楓社 1972
- 『迯水居漫筆 観潮楼の花』渓声出版 1974
- 『迯水居漫筆 2の巻 (眠れぬ夜)』渓声出版 1975
- 『迯水居漫筆 3の巻 (色は匂へど)』渓声出版 1976
- 『迯水居漫筆 4の巻 (人間憂の花盛り)』渓声出版 1976
- 『迯水居漫筆 5の巻 (小山居清談)』渓声出版 1977
- 『迯水居漫筆 6の巻 (逃水物語)』渓声出版 1978
- 『雁田山 市村宏歌集』渓声出版 迯水叢書 1979
- 『迯水居漫筆 7の巻 (定家と牡丹)』渓声出版 1979
- 『迯水居漫筆 8の巻 (ひとり遊び)』渓声出版 1980
- 『迯水居漫筆 9の巻 (大男と小男)』渓声出版 1981
- 『迯水居漫筆 10の巻 (堅香子)』渓声出版 1981
- 『万葉集と万葉びと』明治書院 1981
- 『迯水居漫筆 11の巻 (女人と芸能)』渓声出版 1983
- 『千曲川 歌集』渓声出版 迯水叢書 1985

### 共編・訳
- 『宮沢賢治珠玉選 第2部 (修羅の渚)』宮沢清六共編 蓼科書房 1949
- 世阿弥『花伝書・花鏡』桜楓社 1969
  - 『風姿花伝』全訳注 講談社学術文庫 2011
- 『日本の古典 21 新井白石 本居宣長』室鳩巣「駿台雑話」河出書房新社 1972。現代語訳
- 『万葉集六百首』編著 教育出版センター 1973

## 論文
- <市村宏